# Stenandrium stenophyllum
Stenandrium stenophyllum là một loài thực vật có hoa trong họ Ô rô. Loài này được Kameyama miêu tả khoa học đầu tiên năm 1996.